# Siripong Siripool
Siripong Siripool (Thai: ศิริพงษ์ ศิริภูล; * 9. September 1965 in Surin) ist ein ehemaliger thailändischer Badmintonspieler.

## Sportliche Karriere
1992 startete Siripong Siripool bei Olympia im Herrendoppel. Dort gewann er sein Erstrundenmatch mit Pramote Teerawiwatana, verlor aber in der zweiten Runde und wurde somit Neunter. Vier Jahre später war er mit Khunakorn Sudhisodhi am Start, unterlag dort aber gleich im Auftaktspiel. 1998 wird er noch einmal mit Pramote Teerawiwatana Dritter bei den Brunei Open. Beide gewinnen im gleichen Jahr auch Silber bei den Asienspielen.
National siegte er erstmals bei den thailändischen Meisterschaften 1989 im Herrendoppel mit Teerawiwatana und im Mixed mit Ladawan Mulasartsatorn. Zwei weitere Doppeltitel, einer mit Teerawiwatana und einer mit Khunakorn Sudhisodhi, folgten bis 1996. Im Mixed war er noch dreimal mit Ladawan Mulasartsatorn, dreimal mit Pornsawan Plungwech und einmal mit Kannika Thanupran erfolgreich.